# Республіка Конго (Леопольдвіль)
Не плутати з Республіка Конго (Браззвіль) і Демократична Республіка Конго
Республіка Конго (Леопольдвіль) (фр. République du Congo) — суверенна держава в Центральній Африці, після проголошення незалежності Бельгійського Конго. 1 серпня 1964 назву змінено на Демократична Республіка Конго, щоб відрізнити його від сусідньої Республіки Конго, колишнього Французького Конго.
Держава зазнала цілу низку війн і повстань, до 1965 року, коли генерал-лейтенант Жозеф-Дезіре Мобуту, на той час головнокомандувач національної армії, захопив контроль над країною і оголосив себе президентом.

## Конголезька криза
У травні 1960, Конголезький національний рух, на чолі з Патрісом Лумумбою, виграв парламентські вибори, а Лумумба призначений прем'єр-міністром. Жозеф Касавубу, партія АБАКО, обраний президентом в парламенті.
Бельгійське Конго здобув незалежність 30 червня 1960 під назвою «Республіка Конго». Французька колонія Середнє Конго також мала назву «Республіка Конго» після здобуття незалежності, тому дві країни були більш відомі як «Конго-Леопольдвіль» і «Конго-Браззавіль», по їхній столиці. Після конституційного референдуму в 1964 році її перейменовано на «Демократична Республіка Конго», а в 1971 році її ще раз перейменовано на «Республіку Заїр».
Незабаром після здобуття незалежності державою провінції Катанга і Південне Касаї розпочали сецесіонистську боротьбу проти центрального керівництва.
Наступні події привели до кризи між президентом Касавубу і прем'єр-міністром Патрісом Лумумбою. 5 вересня 1960, Касавубу звільнив Лумумбу з посади. Лумумба проголосив дії Касавубу «неконституційними».
Лумумба перед політичною кризою призначив Жозефа Мобуту начальником штабу Конголезької армії.

## Державний переворот
Після п'яти років крайньої нестабільності і громадянських заворушень, Жозеф-Дезіре Мобуту, на той час генерал-лейтенант, повалили Касавубу в 1965 р. ЦРУ підтримало переворот, через його антикомунізм. Він періодично проводив вибори, на яких він був єдиним кандидатом.